# アレクサンドル・テオドール・ヴィクトール・ド・ラメット

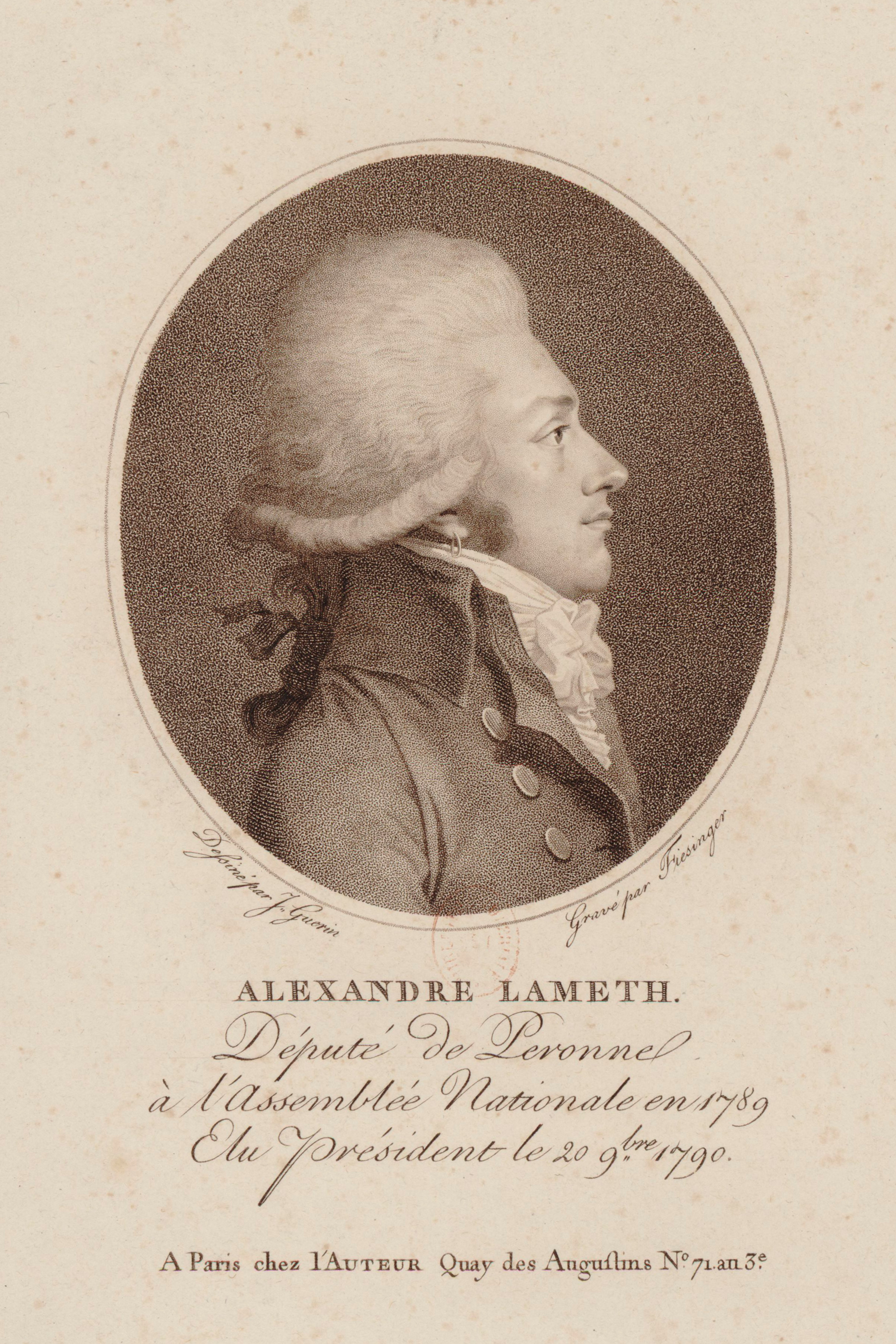
アレクサンドル・ラメット

アレクサンドル・テオドール・ヴィクトール・ド・ラメット（Alexandre Théodore Victor de Lameth、1760年10月20日 - 1829年3月18日）は、フランスの貴族（侯爵の息子で伯爵）、軍人、政治家。フランス革命初期の議会リーダーの1人。通常はアレクサンドル・ド・ラメットと呼ばれる。
6人兄弟の末弟で、同じくフランス革命期に活躍した兄にはシャルル・マロ・ド・ラメット（五男）およびテオドール・ド・ラメット（四男）がいる。

## 生涯

### フランス革命前
アメリカ独立戦争にロシャンボー率いるフランス軍の大佐として参加した。この経験から、フランスの政治体制を立憲君主制へ移行させるべきという、政治意識を持つに至った。フランスに帰国後、引き続き騎兵大佐として軍に所属していたときに、フランス革命が起こった。

### フランス革命期
ペロンヌ（ソンム県）の代表として三部会の議員となり、参加後は第三身分と合流して、アンシャン・レジーム体制の切り崩しに挑んだ。1789年8月4日の封建的特権の廃止の宣言では、採択の根回しを行う一人となった。さらに、憲法制定では、王の絶対拒否権に反対している。また、教会財産の国有化の素案を提供した。1790年5月15日には、宣戦布告の権利は国王ルイ16世にではなく議会にあること、出版の自由、ミラボー伯爵が王室と結託していることへの非難などについて、演説を行った。しかしヴァレンヌ事件ののち、事態が大きく革命へ向けて進展しすぎていることに気づき、これを引き戻そうとしたが、それはすでに遅く、1792年4月20日のオーストリアへの宣戦布告の後、8月10日に北部軍に配属されると、ラ・ファイエットらとともに投降した。そのまま捕虜として刑務所に入れられたが、母親の嘆願によって3年後に釈放された。イギリス首相ウィリアム・ピットから出国勧告を受け、ロンドンを出てハンブルクへ移った。1796年にはフランスへ戻ったが、1797年9月4日のフリュクチドールのクーデターの際に、再び出国した。

### 第一帝政期
1800年に帰国後、1802年にバッス＝アルプ、1805年にラン＝エ＝モゼル、1806年にロエ、1809年にポーと、連続して知事になり、帝国男爵にも叙せられた。バッス＝アルプでは司教も兼ね、道路網を拡充した。ディーニュには、フォワールとブレオーヌ間の川沿いのガッサンディ通りに植樹を行い木陰のある道を作ったが、これは現在も高い評価を得ている。

### 王政復古期
王政復古に落胆し、議会では左翼の一員として活動した。